# ۳۶۵ قصه برای شب‌های سال
۳۶۵ قصه برای شب‌های سال کتابی از مژگان شیخی است که در سال ۱۳۸۶ منتشر و در مراسم کتاب سال جمهوری اسلامی ایران به‌عنوان کتاب برگزیده معرفی شد.